# Werner Peters (Philosoph)

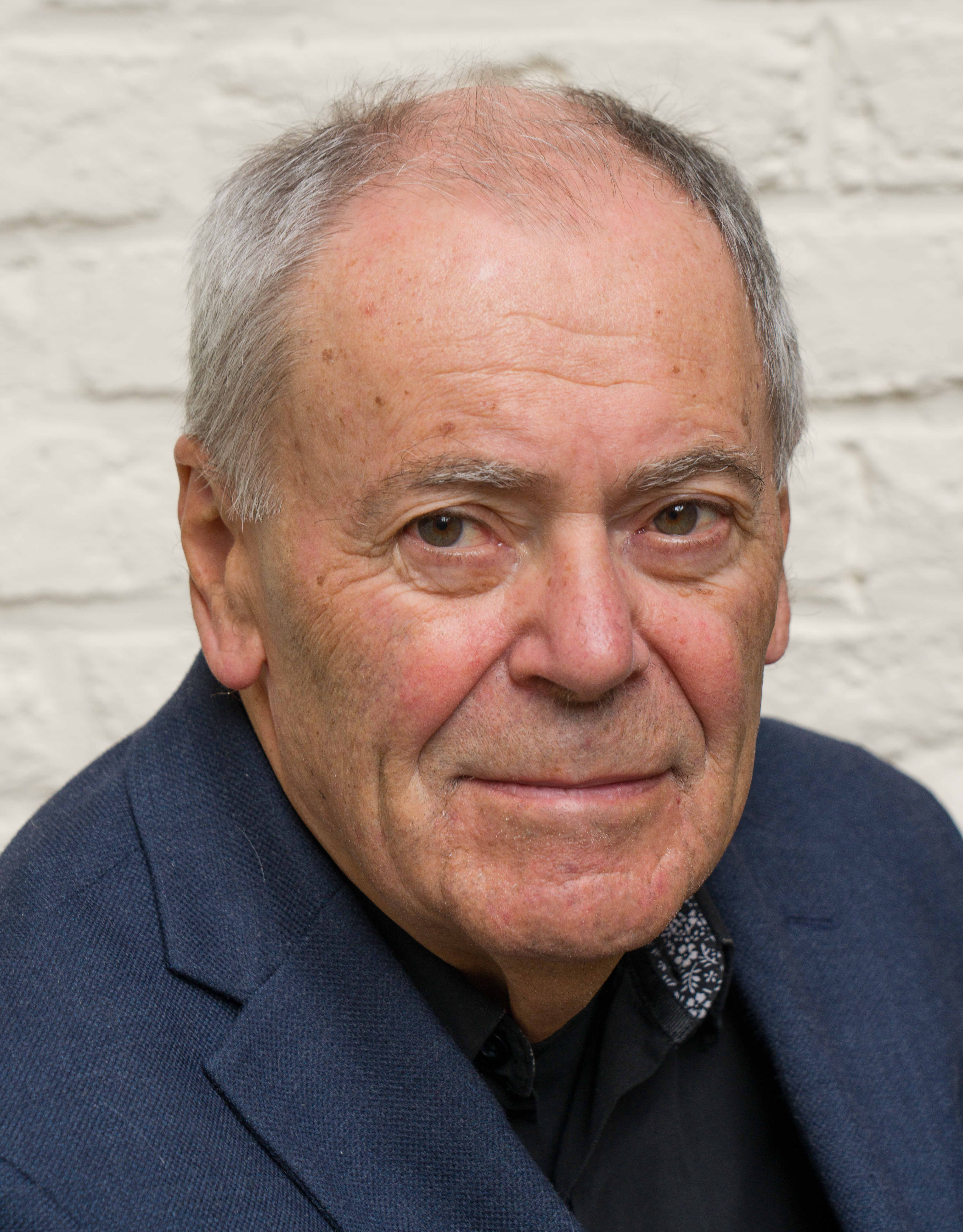
Werner Peters, Basel (2019)

Werner Peters (* 14. Juli 1941 in Düsseldorf) ist ein deutscher Philosoph, Schriftsteller, Mäzen und Hotelier. In früheren Jahren arbeitete er auch als Journalist und Politikberater.

## Ausbildung
Werner Peters hat Altphilologie und Philosophie in Tübingen (Leibniz Kolleg) und Bonn studiert und 1967 mit dem Thema Untersuchungen zu Onasander promoviert. Anschließend folgte ein mehrjähriger Studienaufenthalt in den USA, mit Stationen an der Harvard University und am amerikanischen Kongress.

## Berufliches
1970 bis 1972 war Peters in der Bundesgeschäftsstelle der CDU in Bonn tätig. Dort war er Büroleiter und persönlicher Referent des Bundesgeschäftsführers Rüdiger Göb und u. a. zuständig für die Organisation der ersten Umwelttagung der CDU.
Zwischen 1972 und 1982 war Peters als Politikberater tätig.

## Gastronomie & Hotellerie
Als Geschäftsführer
- Bonner Kaffeehaus in Bonn (1977–1983)[6]
- Café Central in Köln (1984–2017)[7]
- Chelsea Hotel in Köln (1984–heute)[3]

## Mäzenatentum
Werner Peters überließ 2013 das Gemälde Sympathische Kommunistin von Martin Kippenberger, in Form einer Teilschenkung, dem Museum Ludwig in Köln.

## Anerkennung
- Director of the McCarthy Historical Projects, Washington, D.C. 1969[5]
- Congressional Fellowship Program, Washington, D.C. 1968 bei Representative Lee Hamilton und Senator Eugene McCarthy.[12]
- Harkness Fellow (administered by the Commonwealth Fund) 1967[5]
- Studienstiftung des Deutschen Volkes 1965
- Leibniz Kolleg, Tübingen 1960

## Sonstiges
Von 1987 bis 2014 veranstaltete Werner Peters regelmäßig das Vortrags- und Gesprächsformat „Philosophie im Café Central“ in Köln. In den 27 Jahren Laufzeit dieser philosophischen Reihe waren zu Gast unter anderen Peter Sloterdijk, Götz Werner, Christian Felber, Matthias Horx, Jochen Hörisch, Harry Rowohlt, Claus Leggewie, Claus Butterwegge, Johan Galtung
Werner Peters war Gründer der Partei der Nichtwähler (1998) und Mitgründer der Kölner Freiwilligen Agentur.
Im Juni 1989 war Werner Peters Gast einer Live-Übertragung im Deutschlandfunk der Streiflichter-Sendung „Philosophie im Café“ im Kölner Café Central.
Werner Peters war Mitgründer der Deutschen Vereinigung für Parlamentsfragen (DVParl) (1970).

## Bibliographie

### Monographien
- Nichtwähler ins Parlament – Auffrischung der Demokratie, Chelsea-Köln Verlag (2021), ISBN 978-3-9823716-1-0
- Generosität. Für einen aufgeklärten Egoismus, Edition Steffan Köln (2013), ISBN 978-3923838714
- Partei der Nichtwähler – Der schlafende Riese, EWK-Verlag (2011), ISBN 978-3938175651
- Rätsel Amerika, BOUVIER, 2. Auflage (2009), ISBN 978-3416031950
- Society on the Run: A European View of Life in America: On Democracy in America, M.E. Sharpe New York/London (1996), ISBN 978-1563245855
- The Existential Runner. Über die Demokratie in Amerika, Edition Isele (1992), ISBN 978-3925016547
- Untersuchungen zu Onasander, Heinr. Trapp oGH. Bonn (1972), Dissertation von Werner Peters

### Beiträge
In Sammelbänden und Periodika
- Die Mitte, B. Guggenberger und K. Hansen (Hrsg.), Springer Fachmedien (2014), ISBN 978-3531123905
- Alternative Wirtschaftsformen, G. Böhme (Hg.), Aisthesis (2012), ISBN 978-3895289316
- Flensburger Hefte – Mehr als Geld – Wirtschaft gestalten, W. Weirauch (Hg.), Heft 111 (2011), ISBN 978-3935679626
- Einsprüche – Kritik der politischen Tagesordnung, W. Engler und B. Guggenberger (Hrsg.), Aufbau-Verlag (1996), ISBN 978-3351024390
- Der Souverän auf der Nebenbühne: Essays Und Zwischenrufe Zur Deutschen Verfassungsdiskussion, B. Guggenberger und A. Meier (Hrsg.), VS Verlag für Sozialwissenschaften (1994), ISBN 978-3531125244
- Frankfurter Hefte, Zeitschrift für Kultur und Politik, "Die Finanzierung der Parteien – mehr als ein Skandal", W. Peters, 39. Jahrgang, Heft 2 (1984)
- Frankfurter Hefte, Zeitschrift für Kultur und Politik, "Arbeit und Lernen im italienischen Modell der hundertfünfzig Stunden",  W. Peters, 35. Jahrgang, Heft 2 (1980)
- Frankfurter Hefte, Zeitschrift für Kultur und Politik, "Sieben Thesen zum Standort und zur Zukunft der christlich-demokratischen Union", W. Peters, 28. Jahrgang, Heft 3 (1973)
- Frankfurter Hefte, Zeitschrift für Kultur und Politik, "Die Präsenz der USA in Europa", W. Peters, 26. Jahrgang, Heft 12 (1971)
- Frankfurter Hefte, Zeitschrift für Kultur und Politik, "Umweltschutz in den USA", W. Peters, 26. Jahrgang, Heft 9 (1971)
- Zeitschrift für Parlamentsfragen (ZParl), "Hilfsdienste der amerikanischen Abgeordneten", W. Peters, 1. Jahrgang (1970)
- The American Archivist, "The McCarthy Historical Project", W. Peters, Volume 33, Issue 2 (1970)